# Gabriel Cañellas i Fons
Gabriel Cañellas i Fons (Palma, 1941) fou el president del Govern de les Illes Balears des del 1983 al 1995, en un principi sota les sigles d'Alianza Popular, després amb la Coalició Popular i finalment amb el Partit Popular.
Va ser l'impulsor de l'anomenat canyellisme, regionalisme eminentment folklòric sense cap mena de reivindicació nacional només defensant l'adaptació dels postulats o mesures estatals a la realitat illenca.
Imputat pel conegut cas Túnel de Sóller per prevaricació en l'adjudicació de les obres del Túnel de Sóller. També se'l relacionà amb la fallida de la societat de valors Brokerval. Durant el seu mandat, diners provinents de l'empresa constructora d'Antonio Cuart serviren per finançar el PP a les Balears en les campanyes de 1989 (Eleccions Generals) i 1991 (Eleccions Locals i Autonòmiques) i per finançar la Fundació Illes Balears presidida pel mateix Gabriel Cañellas. Finalment la sentència del Tribunal Superior de Justicia de les Illes Balears donà per prescrit el provat delicte.
El 1995 l'escàndol del túnel de Sóller força la dimissió de Cañellas, essent substituït per Cristòfol Soler com a president del Govern Balear. Soler en un primer moment seguí dins el canyellisme fins que al gener de 1996 s'apartà del corrent.